# Kvarnsjön (Arnäs socken, Ångermanland)
Kvarnsjön är en sjö i Örnsköldsviks kommun i Ångermanland och ingår i Idbyåns huvudavrinningsområde.